# فيليب دي سوزا كامبوس
فيليب دي سوزا كامبوس, أو كما يلقب بفيليبي، ولد بتاريخ 24 مايو 1981 في ساوباولو بالبرازيل هو لاعب كرة قدم محترف ويلعب حاليًا في نادي الرائد.
علما ان في صيف 2010 أعير إلى نادي الوحدة السعودي

## روابط خارجية
- فيليب دي سوزا كامبوس على موقع قاعدة بيانات كرة القدم.إي يو (الإنجليزية)
- فيليب دي سوزا كامبوس على موقع Soccerway.com (الإنجليزية)
- فيليب دي سوزا كامبوس على موقع عالم كرة القدم.نت (الإنجليزية)